# 黑爵士
《黑爵士》是四部著名的英国历史情景喜剧的共用名，在香港明珠台上播放時譯《皇廷秘史》。1983年到1989年中由BBC1播出。罗温·阿特金森饰演男主角埃德蒙德·黑爵士（Edmund Blackadder），托尼·罗宾逊饰演黑爵士的跟班鲍德里克（Baldrick）。四部《黑爵士》分别讲述了不同历史时代的故事，因此四部作品中的埃德蒙德和鲍德里克事实上是四组不同的角色。每季均由上述两个主角和若干不同的配角构成。当然，有些配角除本季外，在其他季里也会重复出现，如梅琪（史蒂芬·弗莱饰）和飞行侠（里克·马尧饰）等。
第一季《黑爵士》由理查德·柯蒂斯和罗温·阿特金森撰写，后续的剧集则由柯蒂斯和本·埃尔顿撰写，由约翰·劳埃德任制片人。2000年，《黑爵士》系列剧的第四部《黑爵士向前进》被英国电影协会评选为“英国100部最佳电视节目”排行榜的第16位。2004年，《黑爵士》系列被公众票选为“英国电视史上最佳情景喜剧”第二名。该剧还名列《帝国杂志》20部最佳电视剧。

## 分集列表
| 集数 | 标 题                                        | 播出时间       |
| ---- | -------------------------------------------- | -------------- |
| 1.1  | “预言”The Foretelling                        | 1983年6月15日  |
| 1.2  | “生而为王”Born to be King                    | 1983年6月22日  |
| 1.3  | “大主教”The Archbishop                       | 1983年6月29日  |
| 1.4  | “西班牙女王的胡子”The Queen of Spain's Beard | 1983年7月6日   |
| 1.5  | “猎巫大师”Witchsmeller Pursuivant            | 1983年7月13日  |
| 1.6  | “黑封印”The Black Seal                       | 1983年7月20日  |
| 2.1  | “钟声”Bells                                  | 1986年1月9日   |
| 2.2  | “头颅”Head                                   | 1986年1月16日  |
| 2.3  | “土豆”Potato                                 | 1986年1月23日  |
| 2.4  | “金钱”Money                                  | 1986年2月5日   |
| 2.5  | “啤酒”Beer                                   | 1986年2月13日  |
| 2.6  | “绑架”Chains                                 | 1986年2月20日  |
| 3.1  | “政坛风云”Dish and Dishonesty                | 1987年9月17日  |
| 3.2  | “写作生涯”Ink and Incapability               | 1987年9月24日  |
| 3.3  | “红花大侠”Nob and Nobility                   | 1987年10月1日  |
| 3.4  | “人生如戏”Sense and Senility                 | 1987年10月8日  |
| 3.5  | “生财有道”Amy and Amiability                 | 1987年10月15日 |
| 3.6  | “李代桃僵”Duel and Duality                   | 1987年10月22日 |
| 4.1  | “厨子上尉”Captain Cook                       | 1989年9月28日  |
| 4.2  | “鸽子血案”Corporal Punishment                | 1989年10月5日  |
| 4.3  | “大明星”Major Star                           | 1989年10月12日 |
| 4.4  | “壮志凌云”Private Plane                      | 1989年10月19日 |
| 4.5  | “医院间谍”General Hospital                   | 1989年10月26日 |
| 4.6  | “再见……”Goodbyeee...                         | 1989年11月2日  |

## 剧情简介

### 总体剧情
虽然四部剧被设定在四个不同的历史时代，但是每一部剧都讲述了一位埃德蒙德·黑爵士（罗温·阿特金森饰）的故事。四位埃德蒙德·黑爵士（以下称E·黑爵士）都是黑爵士（Blackadder，本义“黑蝰蛇”）家族的传人，他们分别生活在英国历史中颇具代表性的时代。剧情暗示每季中的黑爵士都是上一季中该角色的后裔，但从未详细描述过是何时何地以及如何传宗接代的（黑爵士通常是单身且没有恋爱史）。
E·黑爵士因为与英国王室千丝万缕的联系而一直怀有各式各样的野心，但常常都是郁郁不得志。第一部中的E·黑爵士是个蠢蛋，而从第二部开始的每一位E·黑爵士都很聪明、圆滑、诡计多端。但是四位E·黑爵士都有共同的特点就是他们都算不上是正面角色，都自私自利，喜欢欺上瞒下、损人利己，但是又胆小怕事，讥讽起别人来毫不留情面，但自己也经常得不到好下场。
每一位E·黑爵士身边都有一个名叫鲍德里克（托尼·罗宾逊饰）的跟班。四位鲍德里克也都来自一个共同的鲍德里克家族。他们的智商（以及个人卫生标准）随着主人智商的增长而下降。他们都对主人黑爵士忠心耿耿，但是完全没有人格尊严，面对主人的讥讽虐待从来没有脾气，而且又蠢又笨又邋遢。经常由于他们的缘故让主人的计划泡汤。标志性的台词是：“我有一个绝妙的计划。（I have a cunning plan.）”紧随其后的通常都是极其愚蠢的主意。唯一例外的是第一位鲍德里克，他似乎比主人少许聪明一点。
除了E·黑爵士和他的跟班鲍德里克之外，每一部剧中总还有一个角色来和他们两个组成三人组，这个角色总是以一个贵族形象出现，由于十分愚蠢而常常令E·黑爵士十分头痛，但由于其身份的关系，E·黑爵士通常总要容忍他。在前两部中这个角色是珀西·珀西（蒂姆·麦克纳尼饰），在后两部中则是乔治（休·劳瑞饰）。
每季分别处于英国历史上的不同时期，从1485年到1917年，每集长约30分钟。

### 分部剧情

#### 第一部 《黑爵士》
第一部首播于1983年，故事的时间背景设定在1485年，玫瑰战争末期的英国，故事以秘史亦或是架空历史的形式呈现。在这部故事中，理查三世在博斯沃思原野战役中击败了亨利·都铎，但是却被意外地杀害。他的侄子理查四世（传说中被理查三世杀害的两个侄儿之一约克公爵理查）继承了王位。本部剧的主线则是理查四世不得宠的二儿子埃德蒙德·金雀花（自称黑爵士）处心积虑博取父亲欢心以争夺王位继承权的故事。
本部剧的内容涉及到了许多英国历史内容，例如王位继承、与欧洲的关系、十字军东征、猎巫、王室与教会的冲突等等。

#### 第二部 《黑爵士2》
第二部首播于1986年，故事的时间背景设定在伊丽莎白一世时期的英国，主人公E·黑爵士是第一位黑爵士的重孙，身份是女王身边的宠臣。整部故事中E·黑爵士必须时刻保持小心翼翼，在喜怒无常杀人如麻的女王面前与其他宠臣争宠，保护自己以免人头落地。
受到商业要求的影响，第二部与第一部相比有了很大的改变。主人公E·黑爵士从第一部的笨蛋形象变成了一个精明狡猾、谈吐风趣的人物。
第二部内容中涉及的历史事件包括海外殖民探险、与欧洲的关系等。

#### 第三部 《黑爵士3》
第三部首播于1987年，故事的时间背景设定在乔治三世摄政时期的英国，主人公E·黑爵士是摄政王乔治的管家，他一面要收拾蠢蛋乔治王子闯出的祸，保护乔治的利益，一面又要想法设法地从这棵摇钱树上榨取财富，赚取荣誉。
第三部内容中涉及到的历史元素包括有小威廉·皮特、法国大革命、威灵顿公爵、塞缪尔·约翰逊、腐败选举等等。

#### 第四部 《黑爵士向前进》
第四部首播于1989年，故事的时间背景设定在1917年，第一次世界大战西线战场的战壕里，主人公是E·黑爵士上尉。英军不时计划发动进攻，困于堑壕中的E·黑爵士上尉与荒唐无理的上级和并不灵光的手下周旋，并为了保住自己的性命而时常想方设法要逃离前线。
第四部中涉及的历史事件包括堑壕战、俄国十月革命、美国参战、祖鲁战争等。

### 特别版剧情

#### 试播集
试播集比较短，但从未在英国的电视上播放过（尽管部分片段在25周年特别版《黑爵士归来》中出现过，現在可以在YouTube上收看），修復版正式在2023年UKTV的節目Blackadder: The Lost Pilot播放。剧情设定于1582年的架空歷史，假設伊麗莎白一世成功嫁給羅拔·達德利並生下兩子，黑爵士埃德蒙王子就是其二子。就像很多影视剧的试播集一样，该试播集中值得注意的不同就是演员表。鲍德里克是由菲利普·福克斯而非托尼·罗宾逊扮演的。另一个很大的不同是，试播集中的埃德蒙王子更接近于后续剧集中那个聪明、狡猾的黑爵士，而不是第一季正式播放版中羸弱、愚蠢的形象。情节接近第一季第2集“生而为王”Born to be King，但一些包袱和台词也在其他季中出现。

#### 黑爵士：骑士时代
特别版“骑士时代”播出于1988年2月5日，制作于正式剧集第三及第四部之间。其作为喜剧救济（Comic Relief）慈善活动“红鼻子日”的一部分播放，时长15分钟。故事背景设为英國內戰时期，1648年11月，埃德蒙·黑爵士与仆从鲍德里克作为保王的骑士党，伴随国王查理一世度过他被捕并被处决前的最后时光，并尝试救出国王，又保全自己。剧中的查理一世由史蒂芬·弗莱扮演，而其讲话的风格和举止等方面事实上是在揶揄王储查尔斯（现为英国国王查爾斯三世）。

#### 黑爵士：圣诞颂歌
特别版“圣诞颂歌”播出于1988年12月23日，制作于正式剧集第三及第四部之间。剧情根据狄更斯小说《圣诞颂歌》做了完全不同的改编，生活在维多利亚时代的主角杂货店主艾比尼泽·黑爵士与此前剧集中塑造的主角黑爵士形象完全相反，是全英格兰“最善良最可爱”的人，无私助人，引得维多利亚女王携王夫阿尔伯特乔装拜访。圣诞精灵夜间到来，给艾比尼泽·黑爵士展现了他的祖先的“卑劣行径”（采用第二、三季的设定和人物关系），还意外让艾比尼泽·黑爵士发现只有狡猾刻薄才能让后代兴旺发达。

#### 黑爵士：时空穿梭
特别版“时空穿梭”播出于1999年，制作于正式剧集第四部之后。千禧年即将到来之际，现代版的埃德蒙·黑爵士与仆从鲍德里克和电视剧中曾出现的角色、现代的好友：伊丽莎白（米兰达·理查森饰）、梅琪（史蒂芬·弗莱饰）、乔治（休·劳瑞饰）和达令（蒂姆·麦克纳尼饰）聚首，声称造出了时光机器，以便坑蒙拐骗，不料机器竟真将主仆二人带回过去，二人不得不尝试逃回现代；前四季中的配角在其间一一出场。凯特·摩丝、科林·费尔斯等在此特别版中客串出演。
《黑爵士：时空穿梭》是黑爵士系列中唯一完全以胶片摄制的作品，且以电影短片形式播放和呈现。

### 剧情发展
根据剧情发展来看，第一部的E·黑爵士（埃德蒙德·金雀花）应该是黑爵士家族的鼻祖，“黑爵士”这个名号也是由他创立的（其实是鲍德里克想出来的），其他三位E·黑爵士都是初代黑爵士在不同历史时代的直系后代。其中可以肯定的是第二位黑爵士是第一位的重孙。因为在第一部的结尾部分，E·黑爵士在王室其他成员全部死光后成为了国王，但是稍后也中毒身亡。而第二部第二集的片尾曲中提到：
|  | 他的曾祖父是个国王，His great-grandfather was a king, 虽然只当了三十秒。Although for only thirty seconds. |

四部《黑爵士》有一个很显著的特点，就是主人公E·黑爵士虽然拥有王室血统，但他的社会地位却越来越低，从第一部的王子、第二部的爵士、第三部的王室管家到第四部的普通陆军上尉。不过除了第四部之外，他似乎总有逆转的办法。第一部最后他因为其他所有王室成员死光而当了三十秒国王。第二部中他差一点和伊丽莎白一世结婚。第三部中他最后冒名顶替了被杀的摄政王乔治，并继承了王位。在《黑爵士特别版：时空穿梭》中，他通过改变历史而当上了国王。在《黑爵士圣诞特别版》中，未来的黑爵士大元帅和阿菲西娅十九世女王（Queen Asphyxia XIX）结婚而统治了全宇宙。

## 制作
罗温·阿特金森和理查德·柯蒂斯二人在制作情景喜剧《非九点新闻》（1979-1982）期间萌生了关于《黑爵士》的构思，并决定将其编排为历史喜剧，以避免观众将其与同时期广受好评的情景喜剧《非常大酒店》做比较。二人写作了第一季《黑爵士》，在1982年制作了试播集，正式剧集于1983年首次播出。第一季《黑爵士》耗资不菲，动用了庞大的群众演员阵容，并且使用了大量的外景拍摄，而以罗温·阿特金森等为代表的主演多以夸张的肢体动作和语言塑造人物；这些特点与后续剧集大多相反。第一部所收获的评价也多不及后续剧集。
由于第一部耗资巨大且收获好评有限，BBC方面起初不愿为《黑爵士》制作续集，这也导致第二部在第一部播出后三年后才得以问世。罗温·阿特金森不再参与剧本写作，本·埃尔顿开始与柯蒂斯负责剧本的撰写。据制作人约翰·劳埃德所称，将故事背景设置于伊丽莎白时代，是由于观众能够对这一历史时期产生更具象的印象和共鸣，也更有利于加强改编所带来的喜剧效果。主要角色的特点也从第二部开始发生转变：埃德蒙·黑爵士成为精明狡猾的人物，而其仆人鲍德里克则变得格外蠢笨。这一部还奠定了后续剧集演员阵容固定、布景多为室内，以及在剧本撰写上善于利用台词语言等方面的特点。